# Knut Reinhardt
Pour les articles homonymes, voir Reinhardt.
Knut Reinhardt est un footballeur allemand né le 27 avril 1968 à Hilden.

## Carrière
- 1985-1991 : Bayer Leverkusen  Allemagne
- 1991-1999 : Borussia Dortmund  Allemagne
- 1998-2000 : FC Nuremberg  Allemagne

## Palmarès
- avec le Bayer Leverkusen :
  - Vainqueur de la coupe de l'UEFA en 1988
- avec le Borussia Dortmund :
  - Champion d'Allemagne en 1995 et 1996
  - Vainqueur de la Ligue des champions en 1997